# Emerich Maixner
Emerich Maixner, též Emerich Maixner z Roblínova (6. listopadu 1847 Nová Huť , Nižbor – 27. dubna 1920 Praha-Podolí), byl český lékař.

## Život
Byl žákem a zetěm Bohumila Eiselta. Roku 1884 se stal profesorem vnitřního lékařství. Položil základy českého interního lékařství, především biochemie a hematologie. Zabýval se kardiologií a plicními chorobami. Založil klinickou laboratoř těchto oborů a v roce 1887 se zasloužil o vznik II. české kliniky v Praze. Byl přednostou univerzitní polikliniky v Praze (1884–1886), propedeutické kliniky na Lékařské fakultě v Praze (1886–1902) a I. interní kliniky (1902–1918). V letech 1878–1897 působil jako vrchní redaktor Ottova slovníku naučného.
Pohřben byl na Olšanských hřbitovech.